# Поля (Ленінградська область)
Поля (рос. Поля) — присілок у Лузькому районі Ленінградської області Російської Федерації.
Населення становить 4 особи. Належить до муніципального утворення Толмачовське міське поселення.

## Історія
Згідно із законом від 28 вересня 2004 року № 65-оз належить до муніципального утворення Толмачовське міське поселення.

## Населення
| 2007 | 2010 |
| ---- | ---- |
| 6    | ↘4   |